# Aḥmad Taimūr Pascha

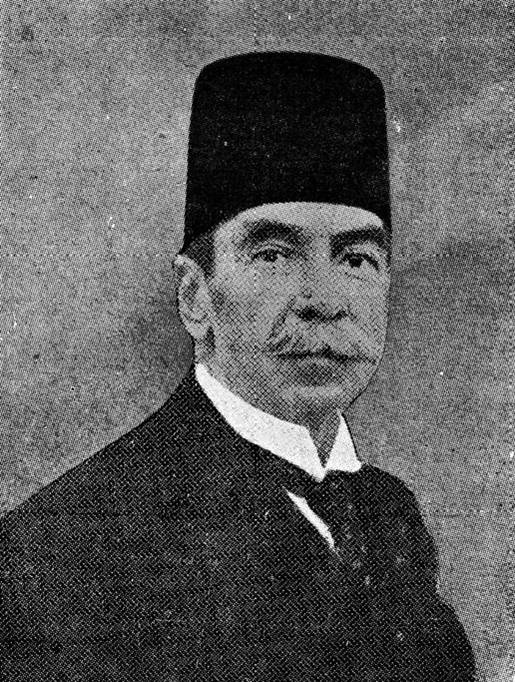
Aḥmad Taimūr Pascha

Aḥmad Taimūr, auch Ahmed Tevfik, seit 8. Oktober 1919 Aḥmad Taimūr Pascha (arabisch أحمد تيمور باشا; * 5. November 1871 in Kairo; † 26. April 1930 in Kairo-Zamalek), war ein ägyptischer Gelehrter.

## Leben
Ahmed Taimūr Pascha entstammte einer angesehenen Familie kurdischer und türkischer Herkunft, die sich in Ägypten vollständig arabisiert hatte. Da er seinen Vater im Alter von drei Monaten verlor, übernahm seine Schwester Âişe İsmet Taimūr (1840–1902), eine der führenden Dichterinnen ihrer Zeit, seine Erziehung. Sein Großvater, Muhammed Bey Taimūr, hatte hohe Ämter unter Muhammad Ali Pascha und Ibrahim Pascha inne, während sein Vater, Ismail Pascha Taimur, eine bedeutende Rolle im Diwan des Khediven Ismail Pascha spielte, bevor er 1872, nur wenige Monate nach der Geburt seines Sohnes, verstarb.
Schon früh zeigte Ahmed Taimūr ein tiefes Interesse an der arabischen Sprache und Literatur. Nach dem Abschluss einer französischen Privatschule, die er fünf Jahre besuchte, entschied er sich, anstatt in den Staatsdienst einzutreten, das Studium der arabischen Wissenschaften zu vertiefen. Er war Schüler bedeutender Gelehrter wie Scheich Hasan at-Tawil und asch-Schinqiți. Bald wurde Taimūrs Haus zu einem Zentrum literarischer und wissenschaftlicher Diskussionen, das von vielen bekannten Persönlichkeiten, darunter der Dichter Mahmud Sami al-Barüdi Pascha, besucht wurde. Eine enge Freundschaft verband ihn mit dem renommierten Scheich Muhammed Abduh.
Taimūrs bedeutendste wissenschaftliche Leistung ist die Gründung und Pflege seiner Bibliothek, die er 1889 ins Leben rief. Diese Bibliothek umfasste etwa 12.000 Bände, von denen die Hälfte Handschriften und seltene Werke der arabischen Literatur waren. Viele dieser Handschriften tragen Taimūrs eigene Notizen, Korrekturen und Indizes, die seine umfangreiche Literaturkenntnis widerspiegeln. Er stellte seine Sammlung großzügig allen Forschern zur Verfügung und stiftete die Bibliothek 1902 als Waqf, was deren dauerhaften Erhalt sicherte.
Taimūrs Bescheidenheit hinderte ihn daran, seine umfangreichen Forschungen in großem Umfang zu veröffentlichen. Neben kleineren Aufsätzen sind einige bedeutende Arbeiten von ihm bekannt, darunter eine Zusammenstellung über die äußere Geschichte der islamischen Rechtsschulen und eine Berichtigung der Standardausgaben des Qamūs (arabisches Wörterbuch) und des Lisan al-Arab. Auch zahlreiche Manuskripte, die für die Veröffentlichung bereit waren, zeugen von seinem vielseitigen Interesse.
Nach seinem Tod in 1930 wurde die wertvolle Bibliothek der ägyptischen Nationalbibliothek (Dār al-Kutub al-Miṣrīya) geschenkt. Heute ist ihr eine Abteilung in der ägyptischen Nationalbibliothek gewidmet, die Taimur-Bibliothek (al-Maktaba at-Taimūrīya oder Iǧtimaʿ Taimūr) genannt wird.
Sein Leben war geprägt von einem tiefen Engagement für die arabische Wissenschaft und Kultur. Aḥmad Taimūr Pascha verstarb am 26. April 1930 in seiner Bibliothek in Kairo-Zamalek. 

## Mitgliedschaften
Aḥmad Taimūr Pascha war Mitglied der Akademie für die arabische Sprache in Damaskus.

## Schriften (Auswahl)
- al-Yazīdīya wa-manšaʾ niḥlatihim. 1928.